# Lucas Noubi
Lucas Noubi, né le 15 janvier 2005 à Mouscron, est un footballeur belge, d'origine camerounaise, qui joue au poste de défenseur au Deportivo La Corogne.

## Biographie

### En club
Enfant du Futurosport, où il évolue comme attaquant, Noubi rejoint le Standard de Liège à dix ans. En 2020, le Mouscronnois y signe déjà son premier contrat professionnel.
Titularisé par Luka Elsner, il débute à dix-sept ans en équipe première contre le RFC Seraing, le 13 mars 2022 à Sclessin (défaite, 0-1), puis disputera encore l'ultime rencontre d'un exercice que les Liégeois ont particulièrement mal négocié.
La saison suivante, le Belgo-Camerounais engrange de l'expérience en participant - partiellement, le plus souvent - à dix-huit matchs. Il reçoit les conseils de défenseurs aussi chevronnés que Noë Dussenne, Merveille Bokadi ou Konstantínos Laïfis et fait notamment forte impression contre la Gantoise en décembre. Noubi prend également part à la campagne du SL16 FC, les moins de 23 ans des Rouches, en Challenger Pro League.  
Sous Carl Hoefkens, lors du championnat 2023-2024, son temps de jeu diminue mais il peut heureusement garder le rythme avec les espoirs, toujours en deuxième division. L'arrivée d'Ivan Leko ainsi que de nombreuses indisponibilités dans l'axe font de lui un véritable titulaire. Le matricule 16 est cependant à nouveau en plein marasme.
Le 2 juillet 2025, lors du mercato estival, Lucas Noubi, bénéficiant d'un transfert libre, s'engage avec le Deportivo La Corogne, en division 2 espagnole, jusqu'en 2029.

### En sélections nationales
International belge dans plusieurs catégories d'âge, Noubi est régulièrement le capitaine des Diablotins chez les moins de 17 ans.

## Statistiques

### En club
| Saison                | Club                  | Championnat           | Championnat | Championnat | Championnat | Coupe(s) nationale(s) | Coupe(s) nationale(s) | Coupe(s) nationale(s) | Autres compétitions | Autres compétitions | Autres compétitions | Autres compétitions | Total | Total | Total |
| Saison                | Club                  | Division              | M.          | B.          | P.d.        | M.                    | B.                    | P.d.                  | Comp.               | M.                  | B.                  | P.d.                | M.    | B.    | P.d.  |
| 2021-2022             | Standard de Liège     | Division 1A           | 2           | 0           | 0           | -                     | -                     | -                     | -                   | -                   | -                   | -                   | 2     | 0     | 0     |
| 2022-2023             | Standard de Liège     | Division 1A           | 14          | 0           | 0           | 1                     | 0                     | 0                     | PO2                 | 3                   | 0                   | 0                   | 18    | 0     | 0     |
| 2023-2024             | Standard de Liège     | Division 1A           | 13          | 0           | 0           | 1                     | 0                     | 0                     | PO2                 | 9                   | 0                   | 0                   | 23    | 0     | 0     |
| 2024-2025             | Standard de Liège     | Division 1A           | 2           | 0           | 0           | -                     | -                     | -                     | -                   | -                   | -                   | -                   | 2     | 0     | 0     |
| Sous-total            | Sous-total            | Sous-total            | 40          | 0           | 0           | 2                     | 0                     | 0                     | -                   | 3                   | 0                   | 0                   | 45    | 0     | 0     |
| 2022-2023             | SL16 FC               | Division 1B           | 12          | 0           | 0           | -                     | -                     | -                     | PO                  | 5                   | 0                   | 0                   | 17    | 0     | 0     |
| 2023-2024             | SL16 FC               | Division 1B           | 10          | 0           | 0           | -                     | -                     | -                     | -                   | -                   | -                   | -                   | 10    | 0     | 0     |
| 2024-2025             | SL16 FC               | Nationale 1           | 6           | 0           | 0           | -                     | -                     | -                     | PO                  | 6                   | 0                   | 0                   | 12    | 0     | 0     |
| Sous-total            | Sous-total            | Sous-total            | 28          | 0           | 0           | -                     | -                     | -                     | -                   | 11                  | 0                   | 0                   | 39    | 0     | 0     |
| 2025-2026             | Deportivo La Corogne  | La Liga 2             | -           | -           | -           | -                     | -                     | -                     | -                   | -                   | -                   | -                   | 0     | 0     | 0     |
| Total sur la carrière | Total sur la carrière | Total sur la carrière | 68          | 0           | 0           | 2                     | 0                     | 0                     | -                   | 14                  | 0                   | 0                   | 84    | 0     | 0     |